# Hunald I av Akvitanien
Hunald I av Akvitanien, död 756, var regerande hertig av Akvitanien mellan 735 och 745.